# Pierre Nijs
Léon Pierre Nijs (født 4. januar 1890 i Antwerpen, død 12. juni 1939 smst.) var en belgisk vandpolospiller, som deltog i  OL 1912 i Stockholm og 1920 i Antwerpen.
Nijs deltog på det belgiske hold ved OL 1912, som indledte med at tabe til Storbritannien 5-7. Briterne vandt senere turneringen, hvorpå der blev spillet en turnering om tredjepladsen, som Belgien vandt via sejre på 6-5 over Ungarn, 4-1 over Frankrig og 5-4 over Østrig. Derpå kom de med i en turnering om andenpladsen, hvor de tabte til svenskerne med 2-4. Svenskerne, der også vandt over Østrig, fik derpå sølvmedaljer, mens Belgien fik bronze.
Ved OL 1920 var Nijs igen med på det belgiske hold, som indledte med at vinde 11-0 over Schweiz. I kvartfinalen vandt de 2-1 over Holland, mens de i semifinalen vandt 5-3 over Sverige. I finalen tabte belgierne til Storbritannien 2-3. Derpå spillede de i turneringen om andenpladsen, hvor de besejrede USA 7-2 og dermed vandt sølv.